# Jüdischer Friedhof (Poběžovice)
Koordinaten: 49° 30′ 58,7″ N, 12° 47′ 32,4″ O

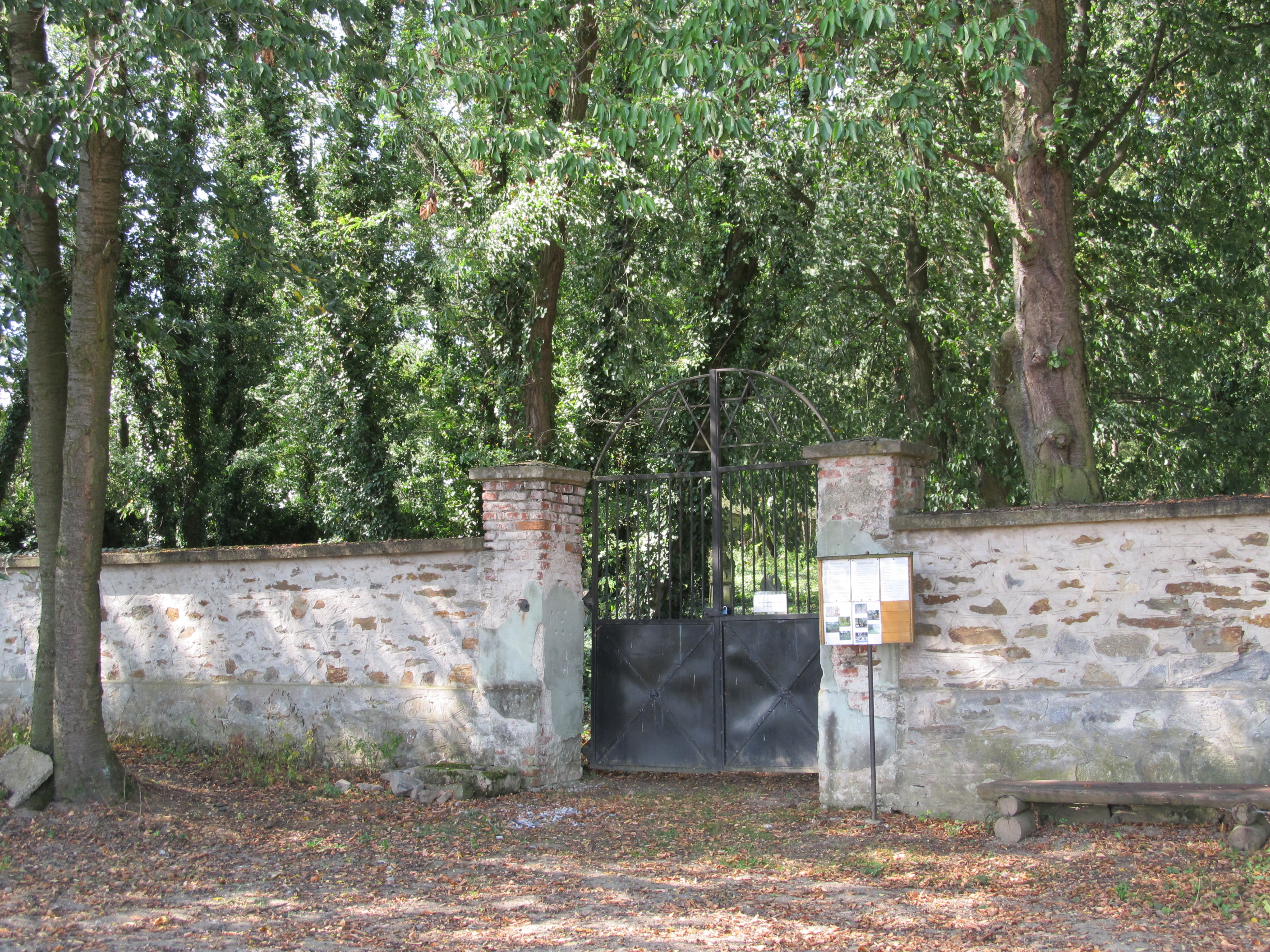
Jüdischer Friedhof in Poběžovice

Der Jüdische Friedhof Poběžovice ist ein jüdischer Friedhof in Poběžovice (deutsch Ronsperg), einer Gemeinde in der Region Plzeňský kraj im Südwesten Böhmens.

## Beschreibung
Der jüdische Friedhof Poběžovice liegt nordwestlich von Poběžovice inmitten eines Feldes zwischen der Straße nach Drahotín und der Straße nach Hostouň.
Nachdem lange Zeit nicht einmal ein Weg zum Friedhof geführt hatte, wurde im Jahr 2009 eine Zufahrtsstraße – abgehend von der Straße nach Drahotín – mit Parkmöglichkeit zum Friedhof angelegt und das alte Friedhofstor wieder aufgerichtet.
Das Friedhofsgelände ist etwa 43 mal 130 Meter groß.
Es liegt auf einer Höhe von 452 Metern über NN.
Nach seiner Höhe zu urteilen, wurde vor der ersten Erweiterung des Friedhofs mindestens eine weitere Schicht aufgeschüttet.
Der älteste Teil liegt auf der südwestlichen Seite.
Die jüngeren Grabsteine bestehen aus poliertem Granit, die älteren aus grob behauenen Steinen mit sorgfältigen Verzierungen.
Die ältesten Steine haben eine Größe von etwa 35 mal 40 Zentimeter und tragen keine oder unleserliche Aufschriften.
Später nahmen die Grabsteine an Größe zu.
Der größte Grabstein gehört zum Grab des Rabbiners Joel Raunschburg-Rosenbaum. Er ist 140 cm hoch, 100 cm breit und 17 cm dick.
Symbolische Reliefs befinden sich auf einigen Grabsteinen darunter Segnende Priesterhände auf den Grabsteinen mit den Namen Katz und Altman und Kelche auf den Grabsteinen mit den Namen Mejer, Mantler, Mandler, Zelig.
Die Hand-Reliefs und auch der Name Katz deuten auf Angehörige des Priestergeschlechtes der Kohanim hin.
Der Friedhof wird von der Abrahamsgesellschaft Poběžovice betreut. Er gehört der Vereinigung jüdischer Gemeinden Prag (Federace židovských obcí Praha).

## Geschichte

### Anfänge bis Ende des 19. Jahrhunderts
Der Friedhof wurde im 16. Jahrhundert oder Anfang des 17. Jahrhunderts, etwa zwischen 1613 und 1620, gegründet.
Er kann aber auch noch älter sein, da im Mittelalter die jüdischen Gräber keine Grabsteine, sondern hölzerne Stelen hatten, die vollständig verschwunden sind.
Der älteste Stein stammt aus dem Jahr 1634; er ist auch der älteste jüdische Grabstein in der Region Domažlice.
Der älteste Teil des Friedhofs war umgeben von einer niedrigen Steinmauer, 30 cm dick und 90 bis 120 cm hoch.
Zu ihm führte eine einflügelige Pforte aus groben Brettern.
Bücher über die Beerdigungen auf dem Friedhof wurden seit 1877 geführt, andere Aufzeichnungen seit 1835.
In diesen Büchern wurden aber nur die Beerdigten aus der jüdischen Gemeinde Poběžovice aufgeschrieben.
Außerdem wurden jedoch auch Juden aus Meclov, Nemanice und vielleicht sogar aus benachbarten Gemeinden in Bayern, sowie nach dem Ersten Weltkrieg auch galizische Flüchtlinge (meistens orthodoxe Juden) auf dem jüdischen Friedhof Poběžovice beerdigt.
Die Aufschriften auf den Grabsteinen waren bis zum Jahr 1876 nur hebräisch.
Danach kamen auch deutsche und tschechische Aufschriften hinzu.

### 1900–1945
Das Aussehen der Grabsteine wurde teilweise nach dem Ersten Weltkrieg von galizischen Flüchtlingen beschädigt.
Diese waren mit der Restaurierung der Grabsteine beauftragt und brachten dabei (aus Unkenntnis) schwarze Aufschriften an, die oft nicht mit den wirklichen Aufschriften darunter übereinstimmten.
1914 erstellte Abraham Langschur ein Verzeichnis aller Gräber des Friedhofes, welches leider verschwunden ist.
In den 1930er-Jahren ließ Abraham Langschur den Friedhof erweitern.
Bei dieser Erweiterung wurde er mit einer festen Mauer umgeben.
Die südliche Seite bekam in ihrer Mitte ein zweiflügeliges eisernes Eingangstor.
In der südöstlichen Ecke wurde ein Brunnen mit Pumpe errichtet.
Der Friedhof hatte nun zwei Eingänge: Zum alten Teil eine hölzerne Pforte, zum neuen Teil ein modernes Tor.
Nach dem Verzeichnis von Josef Vainstein (1931) hatte der Friedhof 533 Grabsteine, von denen 284 aus der Zeit vor 1850 stammten, der älteste von 1634.
František Purghart schreibt 1965 von 600 Gräbern mit 495 Grabsteinen, von denen sich die ältesten im mittleren Teil des Friedhofes befanden.
Der nördliche Teil hatte 20 Reihen, der südliche 21 Reihen.
Bis zur Besetzung durch die deutsche Armee im Jahr 1938 wurde der Friedhof aktiv genutzt.
Sein Schicksal nach 1938 ist unklar.
Nach der deutschen Besetzung 1938 und im Zweiten Weltkrieg wurde der Friedhof von den Nazis wahrscheinlich geschändet, blieb aber erhalten und die Grabsteine, wenn auch teilweise umgestürzt, blieben an ihren ursprünglichen Orten.

### Nach 1945
In den 1950er-Jahren wurden die Gräber niedergerissen und die Grabsteine auf einen Haufen am Friedhofsrand geworfen. In der hinteren Friedhofshälfte wurde eine Schießstätte eingerichtet und später ein Fasanengehege.
Viele der Grabsteine wurden weggefahren und als Baumaterial verwendet.
Den Kindern in Poběžovice wurde bis zur Mitte des 20. Jahrhunderts von ihren Eltern beigebracht, dass man sich diesem Ort nicht nähern darf, da er von bösen Geistern bewohnt sei.
Anfang der 1990er-Jahre wurde der jüdische Friedhof Poběžovice der jüdischen Gemeinde Pilsen übergeben, die ihn aus finanziellen Gründen an die Föderation jüdischer Gemeinden in Prag (tschechisch: Federaci židovských obcí v Praze) weiter gab.
Die Abrahamsgesellschaft Poběžovice (Občanské sdružení Abraham Poběžovice) sammelte 130 erhalten gebliebenen Grabsteine vom oben genannten Haufen und stellte sie wieder auf.
Nach einer abschließenden Restaurierung konnte der Friedhof 2007 wieder eröffnet werden.
30 weitere Grabsteine wurden im Jahr 2007 auf dem Gelände der Grundschule Poběžovice gefunden und im Herbst 2009 auf den jüdischen Friedhof Poběžovice zurückgebracht.

## Grabstätten berühmter Personen
- Auf dem Friedhof befindet sich das Grab des Schneiders "David, der Gerechte", welches im 18. Jahrhundert zu einer Wallfahrtsstätte der örtlichen Chassiden wurde. Er galt als einer der 36 Gerechten, die in jeder Generation den Untergang der Welt verhindern.[27]
- Grab des Rabbiners Joel Raunschurg-Rosenbaum (1714–1820), der Erbauer der Poběžovitzer Synagoge.[28]
- Grab von Abraham Langschur (1841–1923), langjähriger Vorsitzender der Chewra Kadischa Poběžovice und aktives Mitglied der Jüdischen Gemeinde Poběžovice.